# Melanorivulus karaja
Melanorivulus karaja, es un pez actinopeterigio de agua dulce, de la familia de los rivulines.

## Distribución y hábitat
Se distribuye por ríos de América del Sur, en el drenaje del río Formoso, afluente de la cuenca del río  Araguaia en Brasil. No es un pez estacional, siendo de comportamiento bentopelágico de aguas tropicales.